# Синуси твердої мозкової оболони
Си́нуси (пазухи) твердої мозкової оболони (лат. sinus durae matris) — це венозні протоки, які знаходяться між ендокраніальним і менінгеальним шарами твердої мозкової оболони. Вони отримують кров з мозкових вен, ліквор (спинномозкову рідину) з субарахноїдального простору через пахіонові або павутинні грануляції, і переважно впадають у внутрішню яремну вену.

## Венозні пазухи
| Ім'я                                    | Впадають до                                                                    |
| Передні                                 |                                                                                |
| Сфенопаріетальні (клино-тім'яні) пазухи | До печеристих пазух                                                            |
| Печеристі пазухи                        | До верхньої й нижньої кам'янистих пазух                                        |
| Середні                                 |                                                                                |
| Верхній сагітальний синус               | Зазвичай переходить у правий поперечний синус або синусний стік (злиття пазух) |
| Нижній сагітальний синус                | До прямого синуса                                                              |
| Прямий синус                            | Зазвичай до лівого поперечного синуса або до синусного стоку                   |
| Задні                                   |                                                                                |
| Потиличний синус                        | До синусного стоку                                                             |
| Синусний стік                           | До правого та лівого поперечних синусів                                        |
| Бічні                                   |                                                                                |
| Верхня кам'яниста пазуха                | До поперечного синуса                                                          |
| Поперечний синус                        | До сигмовидного синуса                                                         |
| Нижній кам'янистий синус                | До внутрішньої яремної вени                                                    |
| Сигмоподібні пазухи                     | До внутрішньої яремної вени                                                    |

## Будова
Стінки венозних пазух складаються з твердої мозкової оболони, вистеленої шаром епітелію, типовому для судин. Вони відрізняються від інших судин тим, що мають неповний набір шарів судин (наприклад, середнього шару, лат. tunica media), характерного для артерій і вен. У венозних пазух мозку також відсутні клапани (які є в більшості вен).

## Клінічна значимість
Пазухи можуть пошкоджуватися в результаті травми з порушенням цілісності твердої мозкової оболони й виникненням тромбозу. Тромбоз синусів може також виникати через проникнення інфекції через очну вену при запальному інфекційному процесі в ділянці орбіт. Іноді тромбоз дуральних синусів може призвести до геморагічного інсульту або набряку мозку з серйозними наслідками, включно з епілепсією, вираженим неврологічним дефіцитом або смертю.

## Додаткові зображення

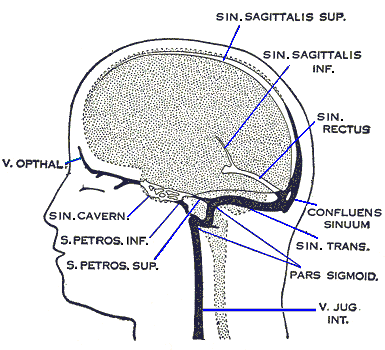
Вени твердої мозкової оболони
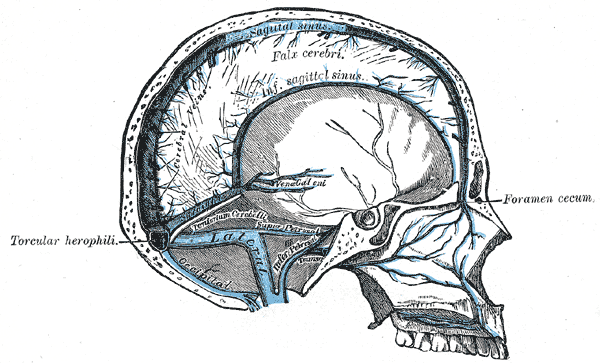
Сагітальний зріз черепа, що показує пазухи твердої мозкової оболони.
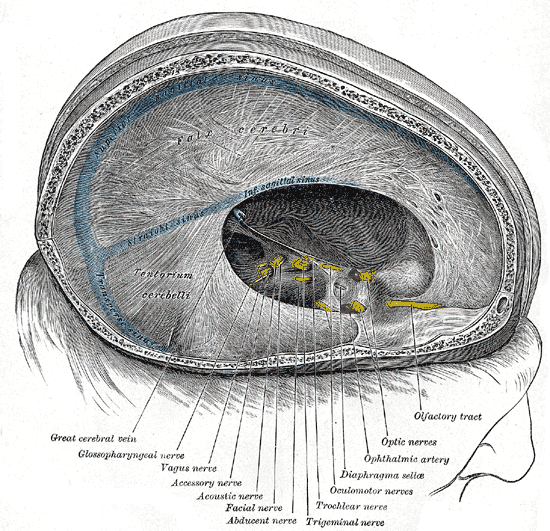
Тверда мозкова оболона видалена з правої півкулі мозку.
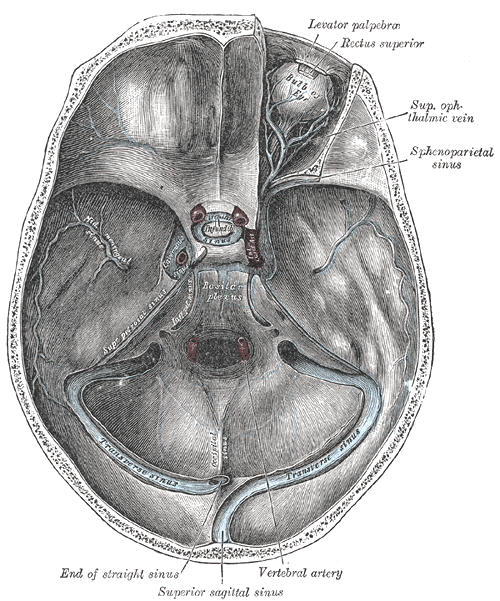
Венозні синуси біля основи черепа.